# Petróleo Rock
El Festival Petróleo Rock es un festival de música rock que se celebraba en la localidad burgalesa de Miranda de Ebro desde 2007 hasta 2009. Las ediciones anteriores, la 2005 y 2006, se celebraron en Sargentes de la Lora (Burgos) reuniendo menos participación que en las ediciones más recientes. Su principal organizador era la Asociación Cultural Amigos de La Lora. En 2010 se suspendió el festival al no llegar a un acuerdo con el ayuntamiento de Miranda de Ebro.

## Ediciones anteriores

### 2005
Sargentes de la Lora 14 de agosto de 2005
| Domingo 14 de agosto - Kaotiko - Barricada - Punktazo |

### 2006
Sargentes de la Lora 11 y 12 de agosto de 2006
| Viernes 11 de agosto - The Bond Scott Band - Vikingo M.D. - El Último Ke Zierre - Kalean - Malos Vicios - Azero - Disidencia | Sábado 12 de agosto - Kaotiko - Gatillazo - Koma - Segismundo Toxicómano - Hamlet - Parabellum - Habeas Corpus - Betagarri - Lendakaris Muertos - Porretas - Boikot - Puntazo - La Familia Iskariote - Zirrosis - Soga 74 - Zoo |  |

### 2007
Instalaciones deportivas José García, Miranda de Ebro 10 y 11 de agosto de 2007
| Viernes 10 de agosto - Karbón 14 - Mala Reputación - Fe de Ratas - Macarrada - The Queers - El Último Ke Zierre - Gatillazo - Marky Ramone - Def con Dos | Sábado 11 de agosto - Honoris Causa - Dios Es Kristo - Azero - Envidia Kotxina - No Relax - Discípulos de Otilia - Habeas Corpus - Malos Vicios - Kaotiko - Soziedad Alkoholika - Piperrak - Arpioni - La Familia Iskariote |  |

### 2008
Instalaciones deportivas José García, Miranda de Ebro 31 de julio, 1 y 2 de agosto de 2008
Asistencia: 5000 espectadores
| Jueves 31 de julio - Factor 77 - Entrevías - 6eiSKAfes - Josu Distorsión y los del Puente Romano - Macarrada - 37 Hostias - Matando Gratix - Andanada 7 - Malos Vicios - Batikano Rojo | Viernes 1 de agosto - Defectos Comunes - Okploide - Envidia Kotxina - Des-Kontrol - Fuckop Family - Sorkun & Vice President - Reincidentes - Def con Dos - Lendakaris Muertos - Etsaiak - Dios es Kristo | Sábado 2 de agosto - A Kal y Kanto - Nao - Discípulos de Otilia - No Relax - Segismundo Toxicómano - Betagarri - Koma - Gatillazo - Kaotiko - Berri Txarrak - Soziedad Alkoholika - Banda Bassotti - Los Manolos - La Pulquería |  |

### 2009
Fábrica de Tornillos, Miranda de Ebro 30 de julio de 2009
Instalaciones deportivas José García, Miranda de Ebro 31 de julio y 1 de agosto de 2009
Asistencia: 7000 espectadores
| Jueves 30 de julio - Macarrada - Puro Chile - Disturbio - Defectos Comunes - Desorden | Viernes 31 de agosto - A Kal y Kanto - Stupenda Jones - Gatibu - Une - Hesian - Txapelpunk - Betagarri - Koma - Txarrena - Ekon - Des-Kontrol - Etsaiak - Berri Txarrak | Sábado 1 de agosto - Honoris Causa - Envidia Kotxina - Boikot - Lendakaris Muertos - Gatillazo - Dios es Kristo - Escuela de Odio - Def con Dos - Kop - Kaotiko - Talco - Soziedad Alkoholika |  |

## Incidentes

### Protestas de la AVT
Durante la edición 2007 se produjeron algunos incidentes entre la Asociación de Víctimas del Terrorismo (AVT) y algunos participantes del festival. La AVT se mostró en contra de la actuación del grupo Soziedad Alkoholika por entender que sus letras ofenden a quienes han sufrido el terrorismo y por eso convocó una manifestación frente al ayuntamiento de la ciudad. Por otro lado, algunas personas que mostraban su apoyo al grupo intentaron impedir la manifestación y tras la intervención de los agentes antidisturbios un joven acabó detenido.

### Edición 2010
Tras tres años consecutivos en Miranda de Ebro, el Petróleo Rock 2010 no se pudo celebrar debido al desacuerdo entre la organización y el ayuntamiento de la ciudad. Los principales puntos de discrepancia que hicieron desistir a la organización a llevar a cabo el festival fueron, según la misma, las condiciones abusivas del consistorio mirandés. Estas condiciones fueron básicamente que la organización debía asumir el costo de limpieza y replantación del césped del recinto deportivo así como una fianza por posibles deseperfectos. En total el ayuntamiento exigió 20.000€ que la organización no estuvo dispuesta a pagar.